# 64070 NEAT
64070 NEAT — астероїд головного поясу, відкритий 24 вересня 2001 року.
Тіссеранів параметр щодо Юпітера — 3,426.